# Marijke Wijnmaalen
Marijke Wijnmaalen (Dinteloord, 6 december 1998) is een Nederlands atlete. Zij is gespecialiseerd in het polsstokhoogspringen, waarin ze meermaals Nederlands kampioene werd.

## Biografie
Wijnmaalen was voor het eerst internationaal actief in 2016 op de wereldkampioenschappen U20 in het Poolse Bydgoszcz. Hier sprong ze in de kwalificatieronde van het polsstokhoogspringen een hoogte van 4,05 m, wat onvoldoende was voor het behalen van de finale. Het volgende jaar behaalde Wijnmaalen met een sprong van 4,05 m een vijfde plaats op de Europese kampioenschappen U20 in het Italiaanse Grosseto. In 2019 werd ze met een sprong van 4 m tiende op de Europese kampioenschappen U23 in het Zweedse Gävle. Op de werelduniversiteitsspelen in het Chinese Chengdu van 2023 werd Wijnmaalen met een sprong van 4,10 m opnieuw vijfde.

## Nederlandse kampioenschappen
Outdoor
| Onderdeel            | Jaar |
| -------------------- | ---- |
| polsstokhoogspringen | 2024 |

Indoor
| Onderdeel            | Jaar                  |
| -------------------- | --------------------- |
| Polsstokhoogspringen | 2017, 2019, 2022,2024 |

## Persoonlijk record
| Onderdeel            | Prestatie | Datum            | Plaats    |
| -------------------- | --------- | ---------------- | --------- |
| Polsstokhoogspringen | 4,30 m    | 18 februari 2024 | Apeldoorn |

## Palmares

### Polsstokhoogspringen
- 2016: 7e in kwal. WK U20 in Bydgoszcz - 4,05 m
- 2017:  NK indoor - 4,10 m
- 2017:  NK - 4,11 m
- 2017: 5e EK U20 in Grosseto - 4,05 m
- 2018: 4e NK indoor - 4,00 m
- 2018:  NK - 4,00 m
- 2019:  NK indoor - 4,15 m
- 2019: 10e EK U23 in Gävle - 4,00 m (in kwal. 4,15 m)
- 2019:  NK - 4,00 m
- 2020:  NK indoor - 3,85 m
- 2022:  NK indoor - 4,00 m
- 2022:  NK - 4,05 m
- 2023:  NK - 4,20 m
- 2023: 5e Universiade - 4,10 m
- 2024:  NK indoor - 4,30 m
- 2024:  NK - 4,21 m
- 2025:  NK indoor - 4,15 m